# Principado de Leyen
El principado de Leyen fue un Estado alemán napoleónico que existió entre 1806-1814 en Hohengeroldseck, en el oeste del moderno estado federado de Baden-Wurtemberg. La Casa de Leyen había adquirido varios distritos en el oeste de Alemania, y finalmente estos fueron heredados por la línea de Leyen de los condes de Adendorf. En 1797, Francia derrotó al Sacro Imperio Romano Germánico y este perdió todas las tierras al oeste de Rin. 
Tras esta derrota de Austria en 1806, el conde Felipe Francisco de Adendorf fue elevado a príncipe, y sus tierras fueron renombradas como "principado de Leyen". El territorio formaba un enclave rodeado por el Gran Ducado de Baden. El príncipe Felipe Francisco, como muchos otros miembros de la Confederación del Rin, se convirtió en gran medida en títere del estado francés, así que tras la derrota de Napoleón en la batalla de Leipzig en 1813, el Congreso de Viena optó por la mediatización de su reino y fue dado a Austria. En 1819, Austria lo traspasó al Gran Ducado de Baden.

## Príncipes de Leyen
- Felipe Francisco (1806-14), previamente conde de Adendorf

### Príncipes mediatizados de Leyen
- Felipe Francisco de Leyen, I príncipe 1814-1829 (1766-1829)
  - Erwin I de Leyen, II príncipe 1829-1879 (1798-1879)
    - Felipe, III príncipe 1879-1882 (1819-1882)
      - Erwin II, IV príncipe 1882-1938 (1863-1938)
        - Erwin III, V príncipe 1938-1970 (1894-1970)
          - Wolframio Erwin, príncipe heredero de Leyen y Hohengeroldseck (1924-1945)
          - Princesa María Adelaida (1932-2015)
            - Felipe Erwin, VII príncipe 1971-presente (n. 1967)
              - Wolframio, príncipe heredero de Leyen y Hohengeroldseck (n. 1990)
                - Príncipe Roque (n. 2018)

              - Príncipe Jorge (n. 1992)
                - Príncipe Leo (n. 2016)
                - Príncipe Antonio (n. 2018)

      - Fernando, VI príncipe 1970-1971 (1898-1971)

Mapa de la expansión del Gran Ducado de Baden. El Principado de Leyen aparece en blanco, en el centro del territorio de Baden.

- Datos: Q530428
- Multimedia: Von der Leyen (Adelsgeschlecht) / Q530428